# Dobsonteleskop

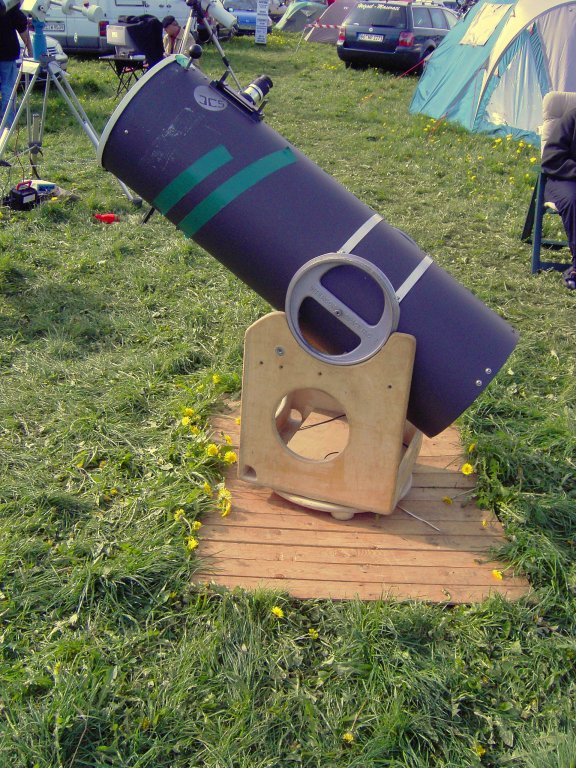
Dobsonteleskop

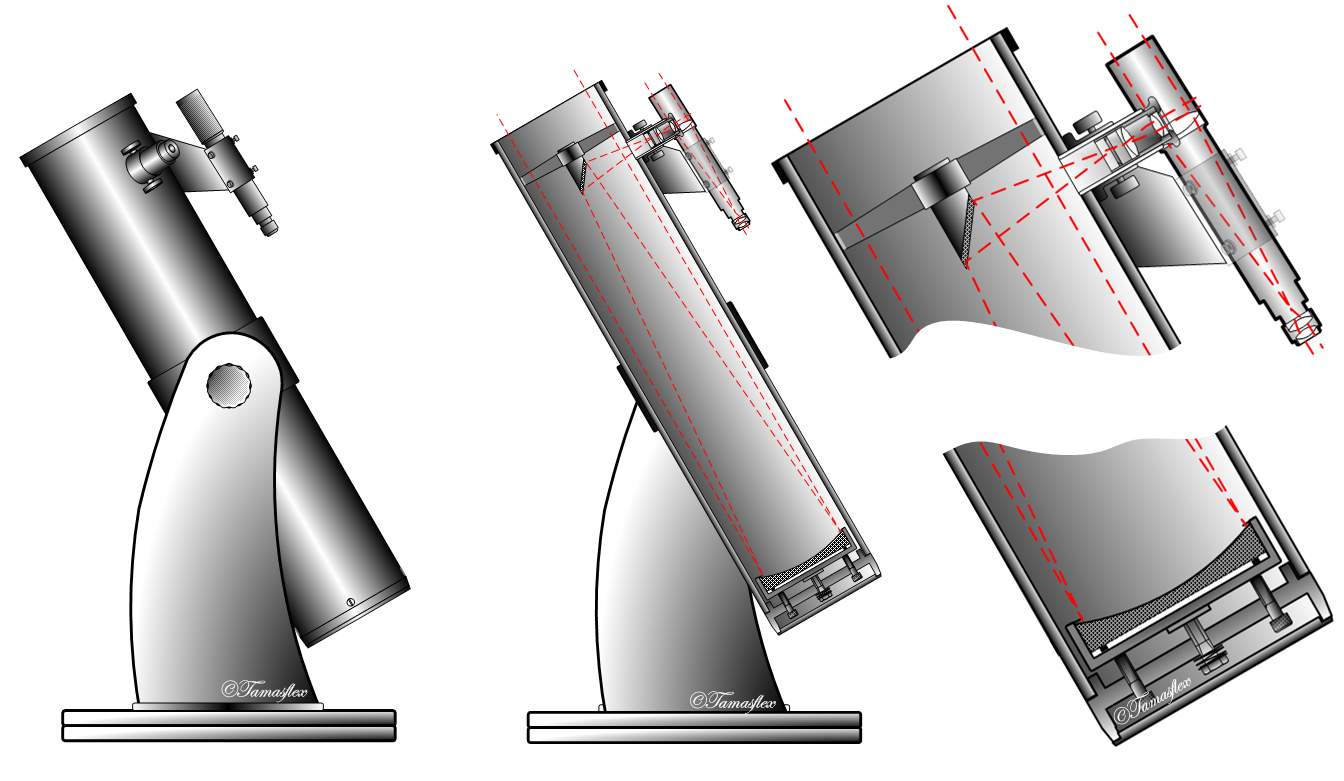
Dobsonteleskop

Ett dobsonteleskop är i grunden en reflektor på en altazimutal montering. Teleskopet är uppkallat efter amatörastronomen John Dobson som visade upp sin uppfinning i mitten på 1950-talet. (Dobson själv kallade det dock ”trottoarteleskop”.) Tack vare Dobsons uppfinning ökade antalet amatörastronomer, eftersom nästan vem som helst nu kunde bygga sitt eget teleskop för en ringa kostnad.